# Parcani (Serbia)
Parcani (cyr. Парцани) – wieś w Serbii, w mieście Belgrad, w gminie miejskiej Sopot. W 2011 roku liczyła 619 mieszkańców.